# Nagrody TVyNovelas (Meksyk) 2012

## Zwycięzcy i nominowani
| Najlepsza telenowela | Najlepszy scenariusz lub adaptacja |
| --- | --- |
| - Miłość i przeznaczenie – (Rosy Ocampo) - Dos hogares – (Emilio Larrosa) - Zakazane uczucie – (José Alberto Castro) - Triumf miłości – (Salvador Mejía) - Una familia con suerte – (Juan Osorio) | - María Zarattini i Claudia Velazco — Miłość i przeznaczenie - Emilio Larrosa, Ricardo Barona i Saúl Pérez Santana — Dos hogares - Liliana Abud i Ricardo Fiallega — Triumf miłości - Ximena Suárez, Julián Aguilar i Janely E. Lee — Zakazane uczucie |
| Najlepsza protagonistka | Najlepszy protagonista |
| - Sandra Echeverría – Miłość i przeznaczenie - Ana Brenda Contreras – Zakazane uczucie - Maite Perroni – Triumf miłości - Anahí – Dos hogares - Mayrín Villanueva – Una familia con suerte | - Jorge Salinas – Zakazane uczucie - Arath de la Torre – Una familia con suerte - David Zepeda – Miłość i przeznaczenie - Sergio Goyri – Dos hogares                                                                                                   |
| Najlepsza antagonistka | Najlepszy antagonista |
| - Daniela Romo – Triumf miłości - Chantal Andere – Rafaela - Laisha Wilkins – Miłość i przeznaczenie - Olivia Collins – Dos hogares | - Juan Ferrara – Miłość i przeznaczenie - Jorge Ortiz de Pinedo – Dos hogares - Lisardo – Esperanza del corazón - Guillermo García Cantú – Triumf miłości                                                                                              |
| Najlepsza aktorka pierwszoplanowa | Najlepszy aktor pierwszoplanowy |
| - Delia Casanova – Miłość i przeznaczenie - Ana Bertha Espín – Zakazane uczucie - Carmen Salinas – Triumf miłości - Lucía Méndez – Esperanza del corazón - Patricia Reyes Spíndola – Rafaela | - César Évora – Triumf miłości - Enrique Rocha – Una familia con suerte - Fernando Allende – Esperanza del corazón - Rogelio Guerra – Rafaela |
| Najlepsza aktorka drugoplanowa | Najlepszy aktor drugoplanowy |
| - Marisol del Olmo – Esperanza del corazón - Alicia Machado – Una familia con suerte - Ximena Herrera – Ni contigo ni sin ti | - José Ron – Zakazane uczucie - Alejandro Ibarra – Amorcito corazón - Mark Tacher – Triumf miłości - Pedro Moreno – Una familia con suerte |
| Najlepsza aktorka młodzieżowa | Najlepszy aktor młodzieżowy |
| - Livia Brito – Triumf miłości - Claudia Álvarez – Dos hogares - Gaby Mellado – Amorcito corazón - Thelma Madrigal – Esperanza del corazón | - Osvaldo de León – Una familia con suerte - Alejandro Speitzer – Esperanza del corazón - Brandon Peniche – Ni contigo ni sin ti - Diego Amozurrutia – Amorcito corazón                                                                                |
| Najlepsze kobiece objawienie | Najlepsze męskie objawienie |
| - Alejandra García – Una familia con suerte - Laura Carmine – Ni contigo ni sin ti - Carmen Aub – Esperanza del corazón | - Pablo Lyle – Una familia con suerte - Juan Diego Covarrubias – Una familia con suerte - Mané de la Parra – Esperanza del corazón |
| Najlepszy motyw muzyczny | |
| - "Día de suerte", Alejandra Guzmán – (Una familia con suerte) - "A Partir de Hoy", Maite Perroni y Marco DiMauro – (Triumf miłości) - "La Fuerza del Destino", Sandra Echeverría i Marc Anthony – (Miłość i przeznaczenie) - "Rendirme En Tu Amor", Anahí i Carlos Ponce – (Dos hogares) - "Te Dejaré de Amar", Reyli – (Zakazane uczucie) | |